# The Sallyangie
The Sallyangie – folkowy zespół muzyczny założony przez multiinstrumentalistów Mike'a Oldfielda i jego starszą siostrę Sally w latach 60. XX wieku. W 1968 zespół wydał jeden album pt. Children of the Sun, po czym rodzeństwo nie kontynuowało projektu, pomimo ciągłej współpracy muzycznej pozazespołowej. W nagraniu albumu udział wzięli, oprócz rodzeństwa Oldfieldów, Terry Cox z zespołu Pentangle i Ray Warleigh.